# 三春町
三春町（日语：／ Miharu machi */?）是位于福島縣田村郡的一町。